# Твоє ім'я
«Твоє ім'я» (яп. 君の名は, Кімі но На ва) — японський анімаційний науково-фантастичний фільм, зрежисований Макото Сінкаєм за власним однойменним ранобе. Світовий показ стрічки відбувся 3 липня 2016 року на заході Anime Expo. Фільм розповідає про дівчину та юнака, котрі виявляють, що між ними є дивний неосяжний зв'язок — вони «відчувають» і «проживають» життя одне одного обмінюючись тілами уві сні.
На 1 березня 2024 року фільм займав 84-ту позицію у списку 250 кращих фільмів за версією IMDb.

## Сюжет
Історія про дівчину Міцуха з провінційного містечка в горах Японії та хлопця Такі з Токіо, які одного разу виявляють незбагненний і неймовірний зв'язок один з одним. Уві сні душі цих двох зовсім незнайомих підлітків помінялися місцями – Такі в тілі дівчинки, а Міцуха в тілі хлопця. Вони ніколи раніше не зустрічалися, але поступово ставали все ближче і ближче з кожною хвилиною. Це траплялося ще не раз абсолютно випадково. Незнайомці почали знаходити способи як спілкуватися між собою – повідомлення, замітки, якісь сліди. Згодом вони розуміють, що хочуть зустрітися в реальному житті, по-справжньому пізнати один одного. Такі і Міцуха розуміють, що це майже неможливо, але їх душі дуже близькі та повинні знайти один одного.

## У ролях
| Актор             | Роль                                            |
| ----------------- | ----------------------------------------------- |
| Рюносуке Камікі   | Такі Татібана                                   |
| Моне Камісіраїсі  | Міцуха Міямідзу                                 |
| Масамі Наґасава   | Мікі Окудера                                    |
| Ецуко Ітіхара     | Хітоха Міямідзу (бабуся Міцухи)                 |
| Рьо Наріта        | Кацухіко Тесіґавара (друг Міцухи)               |
| Аої Юкі           | Саяка Наторі (друг Міцухи)                      |
| Нобунаґа Сімазакі | Цукаса Фудзіі (друг Такі)                       |
| Каїто Ісікава     | Сінта Такаґі (друг Такі)                        |
| Канон Тані        | Йоцуха Міямідзу (молодша сестра Міцухи)         |
| Масакі Терасома   | Тосікі Міямідзу (батько Міцухи та Йоцухи)       |
| Саяка Охара       | Футаба Міямідзу (померла мати Міцухи та Йоцухи) |
| Кана Ханадзава    | Юкарі Юкіно (вчителька Міцухи)                  |

## Сприйняття

### Касові збори
Фільм став комерційно успішним, особливо на внутрішньому ринку — у Японії. Стрічка заробила понад 355 мільйонів доларів при 15-мільйонному бюджеті. «Твоє ім'я» став п'ятим найкасовішим фільмом усіх часів у Японії, поступаючи лише таким картинам, як «Гаррі Поттер і філософський камінь», «Сен і Тіхіро у полоні духів», «Титанік» і «Крижане серце», а також другою японською найкасовішою анімаційною стрічкою, поступаючися тільки «Сен і Тіхіро у полоні духів». Це також перше аніме, яке не було зрежисоване відомим режисером Хаяо Міядзакі та заробило понад 100 мільйонів доларів (10 мільярдів єн) на японському ринку.

### Критика
Фільм отримав позитивні відгуки від кінокритиків. На вебсайті «Rotten Tomatoes» стрічка має рейтинг 100 % за підсумком 7 рецензій, а її середній бал становить 8,6/10. На Metacritic фільм отримав 82 бали зі 100 на підставі 4 рецензій, що вважається «цілком позитивним».

### Визнання
| Нагороди та номінації фільму «Твоє ім'я» | Нагороди та номінації фільму «Твоє ім'я»          | Нагороди та номінації фільму «Твоє ім'я»                       | Нагороди та номінації фільму «Твоє ім'я» | Нагороди та номінації фільму «Твоє ім'я» | Нагороди та номінації фільму «Твоє ім'я» |
| Рік                                      | Кінопремія / Кінофестиваль                        | Категорія / Нагорода                                           | Номінант                                 | Результат                                |                                          |
| ---------------------------------------- | ------------------------------------------------- | -------------------------------------------------------------- | ---------------------------------------- | ---------------------------------------- | ---------------------------------------- |
| 2016                                     | Лондонський міжнародний кінофестиваль             | Найкращий фільм                                                | «Твоє ім'я»                              | Номінація                                |                                          |
| 2016                                     | Пучхонський міжнародний анімаційний кінофестиваль | Найкращий анімаційний повнометражний фільм (Спеціальна згадка) | «Твоє ім'я»                              | Перемога                                 |                                          |
| 2016                                     | Пучхонський міжнародний анімаційний кінофестиваль | Приз глядацьких симпатій                                       | «Твоє ім'я»                              | Перемога                                 |                                          |
| 2016                                     | Сіджаський міжнародний кінофестиваль              | Найкращий анімаційний повнометражний фільм                     | «Твоє ім'я»                              | Перемога                                 |                                          |
| 2016                                     | Токійський міжнародний кінофестиваль              | Приз «ARIGATŌ»                                                 | Макото Сінкай                            | Перемога                                 |                                          |
| 2016                                     | Премія «Newtype Anime»                            | Найкращий фільм                                                | «Твоє ім'я»                              | Перемога                                 |                                          |

## Цікаві факти
- Це перший аніме-проєкт Сінкая, який обійшовся без студії Ghibli та Хаяо Міядзакі.
- Історія заснована на народній японській притчі Torikaebaya Monogatari, що розповідає про брата і сестру, які живуть як жінка і чоловік.
- Вчителька японської, яка працює в школі Міцухи, міс Юкі, — це Юкарі Юкіно, героїня з аніме Сінкая «Сад слів».
- Плетений шнурок червоного кольору, що належить Міцусі, втілює собою невидиму червону нитку долі, яка, згідно з японським повір'ям, зв'язує призначених один одному людей.
- Метеор Тіамат названий на честь месопотамської богині первісного океану-хаосу і жіночої краси, праматері усього живого.
- Ім'я Міцуха означає «три листки», її бабусю звуть Хітоха («один лист»), маму — Футаба («два листки»), а молодшу сестру Йоцуха («чотири листки»).
- Музичний супровід до фільму написала японська група Radwimps.
- Міста Ітоморі, у якому живе головна героїня, насправді не існує, а його образ базується на японському місті Хіда.
- Наслідки метеоритної катастрофи в мультфільмі створені з відсиланням на Великий східнояпонський землетрус 2011 року.[3]